# Гуаймас
Гуаймас (на испански: Guaymas) е град в Сонора, северозападно Мексико. Населението му е около 113 000 души (2010).
Разположен е на 10 метра надморска височина на брега на Калифорнийския залив, на 108 километра северозападно от Сиудад Обрегон и на 128 километра южно от Ермосильо. Селището е основано през 1769 година в земите на етническата група яки, като до наши дни икономическото му развитие е свързано с удобното пристанище.

## Известни личности
Родени в Гуаймас
- Силвия Пинал (р. 1931), актриса